# Meester van de von Groote Aanbidding

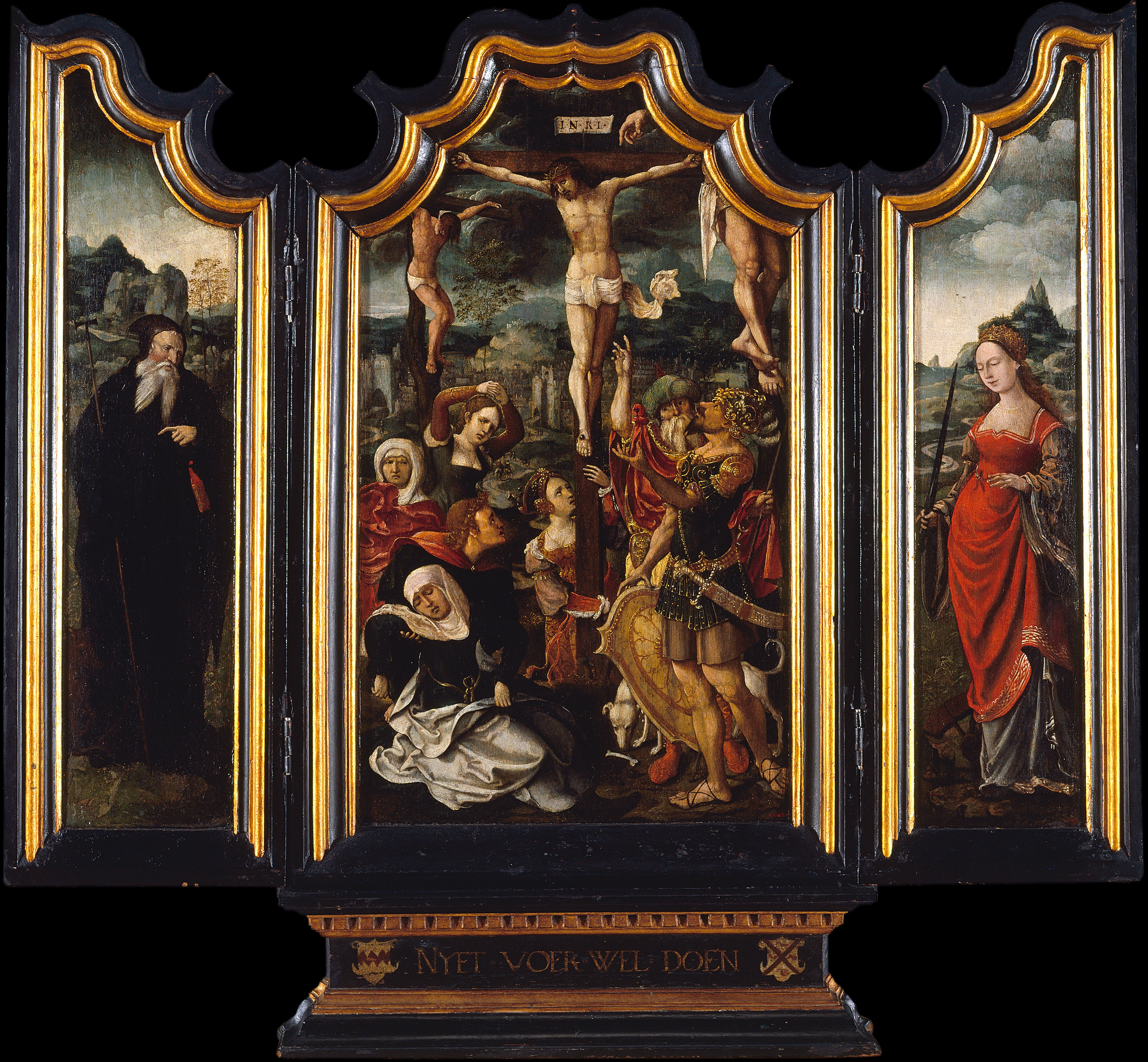
Kruisiging, ca. 1520, Museu Nacional d'Art de Catalunya, Barcelona

De Meester van de von Groote Aanbidding is een noodnaam voor een kunstschilder (of een groep van kunstschilders) uit Antwerpen die in het eerste deel van de 16e eeuw actief was.

## Naamgeving
De meester behoorde tot de groep van Antwerpse maniëristen die hun naam kregen van Max Jakob Friedländer toen die in 1915 de schilderijen die verkeerdelijk waren toegeschreven aan Herri met de Bles naar meester of atelier trachtte te rangschikken. De meester van de von Groote aanbidding was de naam die gegeven werd aan de C-groep waaraan 19 werken werden toebedeeld. Het hoofdwerk was de aanbidding uit de verzameling van Freiherr von Groote. De stijlverschillen binnen de originele groep waren tamelijk groot, maar het aantal herhalingen van hetzelfde thema was belangrijk bij het samenstellen van de groep. De Aanbidding der Koningen uit de verzameling van John G. Johnson in Philadelphia, komt nog op acht andere werken uit de groep voor.

## Stijlkenmerken

Aanbidding der Wijzen, Städel Museum, 1517, Frankfurt am Main

De verwantschap met de D-groep van Friedländer, die van de Meester van de Antwerpse Aanbidding, was dermate groot dat hij veronderstelde dat er een gemeenschappelijk atelier geweest was. Nochtans is deze meester minder fantasierijk en lijken zijn figuren meer verstard.

## Werken
Hierbij vindt men een lijst van werken toegeschreven aan deze meester. Meer extensieve lijsten kan men vinden op de websites van het KIK-IRPA en het RKD-Nederlands Instituut voor Kunstgeschiedenis (zie 'Weblinks').
- Aanbidding door de koningen, Kitzburg te Bornheim, verzameling von Groote.
- De aanbidding van de Wijzen, Philadelphia (Pennsylvania), Philadelphia Museum of Art.
- Aanbidding door de koningen, Karlsruhe, Staatliche Kunsthalle.
- Het Laatste Avondmaal, New York, Metropolitan Museum of Art.
- Het Laatste Avondmaal, Brussel, Koninklijke Musea voor Schone Kunsten van België
- Kruisiging, Antwerpen, Koninklijk Museum voor Schone Kunsten
- Triptiek met de bewening, Akademie der bildenden Künste, Wenen
- Bewening, Brussel, Koninklijke Musea voor Schone Kunsten van België
- Aanbidding door de koningen, Museum Catharijneconvent, Utrecht

## Weblinks
- (nl)  afbeeldingen van toegeschreven werken KIK-IRPA
- (nl)  Biografische gegevens op RKD-Nederlands Instituut voor Kunstgeschiedenis.[4]
- (nl)  Meester van de von Groote Aanbidding, kruisiging op de website van de Vlaamse Primitieven.
- (nl)  Triptiek van het Laatste Avondmaal op de website van de Koninklijke Musea voor Schone Kunsten van België.

- Gemeinsame Normdatei: 124664598
- RKD-Nederlands Instituut voor Kunstgeschiedenis: 111979
- Union List of Artist Names: 500025201
- Virtual International Authority File: 95836969
- WorldCat: E39PBJjhC6fkB4vHYFfXG983cP